# سیلوث
latitudeسیلوثlongitudeسیلوث
سیلوث (به انگلیسی: Silloth) یک شهرک در بریتانیا است که در انگلستان واقع شده‌است.

## خصوصیات
سیلوث ۲٬۹۳۲ نفر جمعیت دارد.